# Gambling with the Devil
Albums de Helloween
Keeper of the Seven Keys: The Legacy
(2005) 7 Sinners
(2010)
Singles
1. As Long as I Fall
Sortie : 28 septembre 2007

Gambling with the Devil est le 12e album studio du groupe de power metal allemand Helloween sorti en 2007. L'album se classa en France à la 103e position le 3 novembre 2007 et à la 88e en Suisse le 11 novembre 2007.

## Liste des titres
| No  | Titre                    | Auteur                           | Durée |
| --- | ------------------------ | -------------------------------- | ----- |
| 1.  | Crack the Riddle (intro) | Helloween                        | 0:52  |
| 2.  | Kill It                  | Andi Deris                       | 4:13  |
| 3.  | The Saints               | Michael Weikath                  | 7:06  |
| 4.  | As Long as I Fall        | Andi Deris                       | 3:41  |
| 5.  | Paint a New World        | Michael Weikath, Sascha Gerstner | 4:27  |
| 6.  | Final Fortune            | Markus Grosskopf                 | 4:46  |
| 7.  | The Bells of the 7 Hells | Andi Deris                       | 5:22  |
| 8.  | Fallen to Pieces         | Andi Deris                       | 5:52  |
| 9.  | I.M.E.                   | Andi Deris                       | 3:46  |
| 10. | Can Do It                | Michael Weikath                  | 4:30  |
| 11. | Dreambound               | Michael Weikath, Sascha Gerstner | 5:57  |
| 12. | Heaven Tells No Lies     | Markus Grosskopf                 | 6:56  |
| 13. | We Unite (bonus Japon)   | Markus Grosskopf                 | 4:34  |

## Composition du groupe
- Andi Deris — chants
- Michael Weikath — guitare
- Sascha Gerstner — guitare
- Markus Grosskopf — basse
- Dani Löble — batterie